# Polygala
Polygala Tourn. ex L., 1753 è un genere di piante spermatofite dicotiledoni, arboree, erbacee, rampicanti e perenni, appartenente alla famiglia delle Poligalacee.

## Etimologia
Un'antica credenza riteneva che tale erba fosse capace di aumentare la secrezione del latte alle mucche; da qui il nome del genere “Polygala” = molto latte. Dioscoride, riprendendo questa credenza, afferma che anche nelle gestanti faccia venire latte in abbondanza.

## Descrizione
La forma biologica più tipica e comune delle piante del genere Polygala è emicriptofita scaposa (H scap): ossia sono piante perennanti per mezzo di gemme adagiate al suolo (“emicriptofite”); mentre il portamento è tipico di una pianta con asse florale allungato e con poche foglie (“scaposo”).

### Radici
Normalmente la radice è a fittone.

### Fusto
Generalmente la parte inferiore del fusto è legnosetta, mentre quella aerea è erbacea.

### Foglie
Le foglie sono spiralate, semplici e prive di stipole per lo più lanceolate – lineari.

### Infiorescenza
L'infiorescenza è caratterizzata da piccoli fiori (a diversi colori secondo la specie) riuniti in racemi apicali.
La simmetria fiorale è spiccatamente zigomorfica e il fiore ad un esame superficiale appare molto simile a quello delle leguminose (aspetto papilionaceo),  anche se anatomicamente non c'è analogia fra le varie parti strutturali. Altre caratteristiche dei fiori delle Poligale sono: ermafroditi, pentacicli (a cinque verticilli: calice– corolla – doppio verticillo di stami (androceo) – pistillo (gineceo)), pentameri (calice con 5 sepali e corolla con 5 petali – non sempre distinti tra di loro, ossia a struttura gamosepla-petala e non dialisepala-petala) 
- Calice: in particolare il: calice è composto da 5 sepali di cui i due più interni sono più grandi e sviluppati in ali (funzione vessilifera). Spesso i sepali sono pentaloidei.
- Corolla: la corolla è pentamera ma per aborto sono evidenti solo 3 petali per lo più uniti in forma tubolare ma liberi all'apice. Quello inferiore è carenato e a forma di “S” e termina con un ciuffo di frange (da 5 a 40).
- Androceo: gli stami sono 8 organizzati in due verticilli e monadelfi (cioè connati fra di loro) e concresciuti alla corolla.
- Gineceo: un solo pistillo porta l'ovario che è supero, bicarpellare e biloculare.

### Frutti
Il frutto è una capsula lateralmente compressa. I semi sono dispersi tramite formiche (mirmecoria) che vengono attratte dalle sostanze zuccherine dello strofiolo (membrana di sostegno che aderisce al seme dopo la dispersione).

## Biologia
L'impollinazione è mediata dagli insetti (entomogamia).

## Distribuzione e habitat
Il genere Polygala ha una distribuzione cosmopolita. La maggioranza delle specie sono originarie delle zone tropicali (particolarmente numerose nelle Americhe), ma sono diffuse anche nella parte settentrionale dell'emisfero boreale.

In Italia si trovano un po' su tutto il territorio, sui prati mediamente soleggiati e margini dei boschi di vario tipo.

## Tassonomia
Il Sistema Cronquist assegnava la famiglia delle Polygalaceae all'ordine Polygalales mentre la moderna classificazione APG la colloca nell'ordine Fabales.

Il genere Polygala è molto ampio ed è il più importante della famiglia. Comprende oltre 600 specie, tra le quali piante erbacee, arbusti e alberi.

### Alcune specie
Segnaliamo qui alcune specie degne di nota:
- Polygala amara L.  – Poligala amara: cresce in Europa (non è sicuro che cresca anche in Italia) ed è usata nella medicina popolare.
- Polygala butyracea Heckel: si trova in Africa occidentale e produce un grasso alimentare chiamato burro di Malukang.
- Polygala latifolia Ker Gawl.: con foglie molto larghe e vive in America Settentrionale. Contiene un glucoside saponinico.
- Polygala senega L. – Senega o Poligala virginiana: è una piccola erba, originaria delle regioni orientali del Nord America,  con radice tortuosa, poco ramificata, foglie alterne e lanceolate, fiori verdastri in grappoli terminali. Le radici di questa pianta sono usate in erboristeria in quanto sono dotate di proprietà stimolanti, diuretiche ed espettoranti. Anticamente si pensava che potesse contenere un antidoto contro il morso dei serpenti.

### Specie italiane
Di seguito diamo un elenco delle sole specie italiane spontanee:
- Polygala alpestris Reichb. – Poligala alpestre
- Polygala alpina (Poir.) Steudel – Poligala alpina
- Polygala amara L. – Poligala amara
- Polygala amarella Crantz – Poligala amarognola
- Polygala angelisii Ten. – Poligala di De Angelis
- Polygala apiculata Porta – Poligala appuntita
- Polygala calcarea F.W.Schultz
- Polygala carueliana (Benn.) Caruel – Poligala di Caruel
- Polygala comosa Schkuhr – Poligala chiomata
  - var. comosa
- Polygala exilis DC. – Poligala esile
- Polygala flavescens DC. – Poligala gialla
  - var. maremmana Fiori
- Polygala major Jacq. – Poligala maggiore
  - var. italiana Chodat
  - var. grandiflora Chodat
  - var. apennina Chodat
- Polygala monspeliaca L. – Poligala di Montpellier
- Polygala myrtifolia L. - Mirtifoglio
- Polygala nicaeensis Risso – Poligala di Nizza
  - subsp. gariodiana (Jord. et Fourr.) Chodat
  - subsp. mediterranea Chodat
    - var. mediterranea
    - var. speciosa (Kerner) Asch. et Gr.
    - var. adriatica Chodat

  - subsp. nicaeensis
  - subsp. corsica (Boreau) Asch. et Gr.
- Polygala pedemontana Perr. et Verl. – Poligala piemontese
- Polygala pisaurensis Caldesi – Poligala di Pesaro
- Polygala preslii Sprengel – Poligala di Presl
- Polygala rupestris Pourret
- Polygala sardoa Chodat – Poligala di Sardegna
- Polygala serpyllifolia J.A. Hose – Poligala con foglie di Timo
- Polygala vulgaris L. – Poligala comune, Bozzolina
  - var. oxyptera (Rchb.) Detkard

Per meglio comprendere ed individuare le varie specie del genere (solamente per le specie spontanee della nostra flora) l'elenco che segue utilizza il sistema delle chiavi analitiche.
- Gruppo 1A : piante con rami legnosi;

Polygala myrtifolia L.: arbusto da 10 – 25 dm; le ali del calice avvolgono il fiore (il tubo corallino);
- Gruppo 1B : piante erbacee;

- Gruppo 2A : piante annue;

Polygala exilis DC.- Poligala esile : grandezza delle ali 3 mm; ali con unica nervatura centrale;
Polygala monspeliaca L. – Poligala di Montpellier : ali grandi fino a 8 mm; ali con tre nervi ramificati;
- Gruppo 2B : piante perenni;

- Gruppo 3A : tubo corallino lungo più o meno come le ali;

- Gruppo 4A : ali lunghe da 9 a 15 mm;

Polygala major Jacq. – Poligala maggiore : la lunghezza delle brattee dei fiori è il doppio del peduncolo; alla fruttificazione il ginoforo è di 4 mm;
Polygala preslii Sprengel – Poligala di Presl : le brattee dei fiori sono lunghe come il peduncolo; alla fruttificazione il ginoforo è di 1 mm;
- Gruppo 4B : ali lunghe 7 mm;

Polygala sardoa Chodat – Poligala di Sardegna :
- Gruppo 3B : tubo corallino lungo la metà delle ali;

- Gruppo 5A : il colore del fiore è giallo;

Polygala flavescens DC.– Poligala gialla : i peduncoli del fiore sono lunghi il doppio delle brattee; strofiolo con appendici lunghe la metà del seme;
Polygala pisaurensis Caldesi - Poligala di Pesaro : i peduncoli del fiore sono lunghi come le brattee; strofiolo con appendici lunghe quanto il seme;
- Gruppo 5B : il colore dei fiori e azzurro, violetto, purpureo, rosei (qualche volta bianchi);

- Gruppo 6A : le brattee del racemo sono lunghe il doppio dei peduncoli dei fiori;

- Gruppo 7A : i petali laterali sono più grandi di quello centrale (inferiore) di 2 – 4 mm; l'infiorescenza ha una forma cilindrica; l'infiorescenza alla fruttificazione raggiunge 8 cm;

Polygala pedemontana Perr. et Verl. – Poligala piemontese;
- Gruppo 7B : i petali laterali sono più grandi di quello centrale (inferiore) di 0,5 – 2 mm; ; l'infiorescenza ha una forma piramidale; l'infiorescenza alla fruttificazione raggiunge 20 cm;

- Gruppo 8A : le ali dei fiori, alla fruttificazione, sono lunghe circa 6 mm; i sepali del calice sono lunghi la metà delle ali (3 mm);

Polygala comosa Schkuhr – Poligala chiomata;
- Gruppo 8B : le ali dei fiori, alla fruttificazione, sono lunghe più di 10 mm; i sepali del calice sono lunghi più della metà delle ali;

Polygala nicaeensis Risso – Poligala di Nizza : le brattee dei fiori sono prematuramente caduche e sono lunghe fino a 5 mm; lo strofiolo ha le appendici ripiegate sul seme e sono lunghe fino a metà delle dimensioni del seme;
Polygala apiculata Porta – Poligala appuntita : le brattee dei fiori sono persistenti (fino alla fioritura) e sono lunghe fino a 8 mm; le appendici dello strofiolo sono erette;
- Gruppo 6B : le brattee del racemo sono lunghe al massimo quanto i peduncoli dei fiori;

- Gruppo 9A : le foglie basali sono ravvicinate senza formare una rosetta;

- Gruppo 10A : la forma delle ali è simmetrica rispetto alla nervatura centrale; le frange del petalo centrale possono arrivare fino a 40;

- Gruppo 11A : le foglie inferiori non sono opposte; racemi  densiflori (10 – 50 fiori);

- Gruppo 12A : le foglie inferiori sono più ravvicinate di quelle superiori; il racemo ha un lungo peduncolo (1 cm);

Polygala vulgaris L. – Poligala comune, Bozzolina;
- Gruppo 12B : le foglie inferiori sono più rade di quelle superiori; le foglie superiori avvolgono il racemo che ha un breve peduncolo;

Polygala alpestris Reichb. – Poligala alpestre : ali strette; nervo centrale delle ali privo di ramificazioni; capsula sessile; strofiolo del seme con appendici lunghe 1/3 del seme stesso;
Polygala angelisii Ten. - Poligala di De Angelis : ali più larghe; nervo centrale delle ali ramificato; capsula con peduncolo; strofiolo del seme con appendici lunghe 1/5 del seme stesso;
- Gruppo 11B : foglie inferiori sono a disposizione opposta; racemi poveri di fiori (3 – 10 fiori);

Polygala serpyllifolia J.A. Hose - Poligala con foglie di Timo
- Gruppo 10B : ali poco sviluppate superiormente e falciforme; il petalo inferiore ha poche frange ( 4 –6 );

Polygala carueliana (Benn.) Caruel  – Poligala di Caruel;
- Gruppo 9B : è presente una rosetta basale con foglie più grandi delle cauline;

- Gruppo 13A : foglie dal sapore di Genziana; i fusti fioriferi sono disposti centralmente rispetto alla pianta; racemi di 8 – 25 fiori;

Polygala amara L. – Poligala amara : dimensioni delle ali 8 mm e di forma ellittica; petalo inferiore con 10 – 40 frange;
Polygala amarella Crantz – Poligala amarognola : dimensioni delle ali 5 mm e di forma obovata; petalo inferiore con 5 – 15 frange;
- Gruppo 13B : foglie di sapore erbaceo; i fusti fioriferi sono disposti lateralmente rispetto alla pianta; racemi di 5 – 11 fiori;

Polygala alpina (Poiret) Steudel – Poligala alpina.

## Usi
Le poligale hanno in genere uno scarso valore economico, anche se alcune varietà sono coltivate a scopo ornamentale. 
Anticamente qualche specie veniva usata nella farmacopea ora solo in medicina popolare o erboristeria.

## Galleria d'immagini

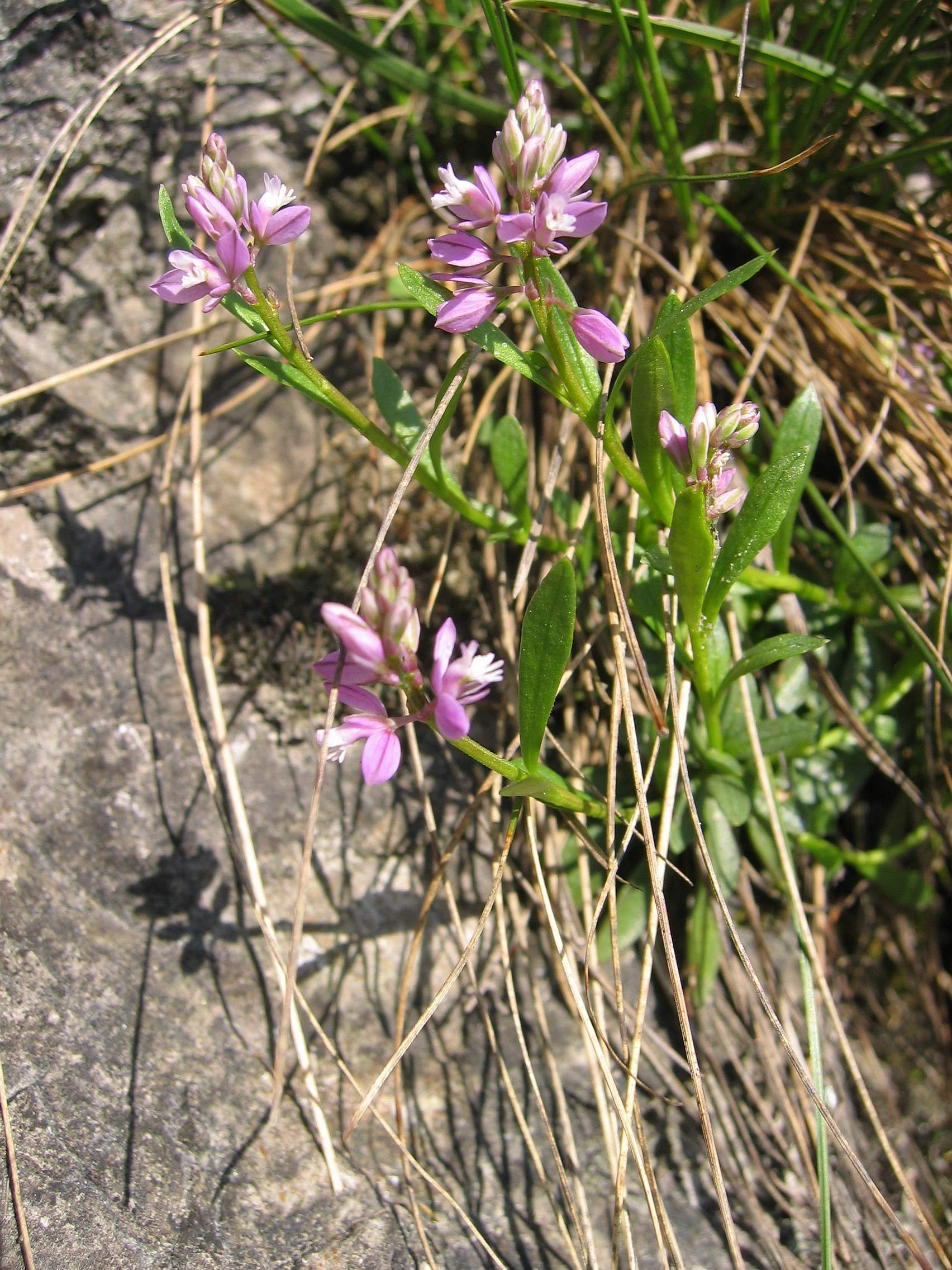
Polygala amara
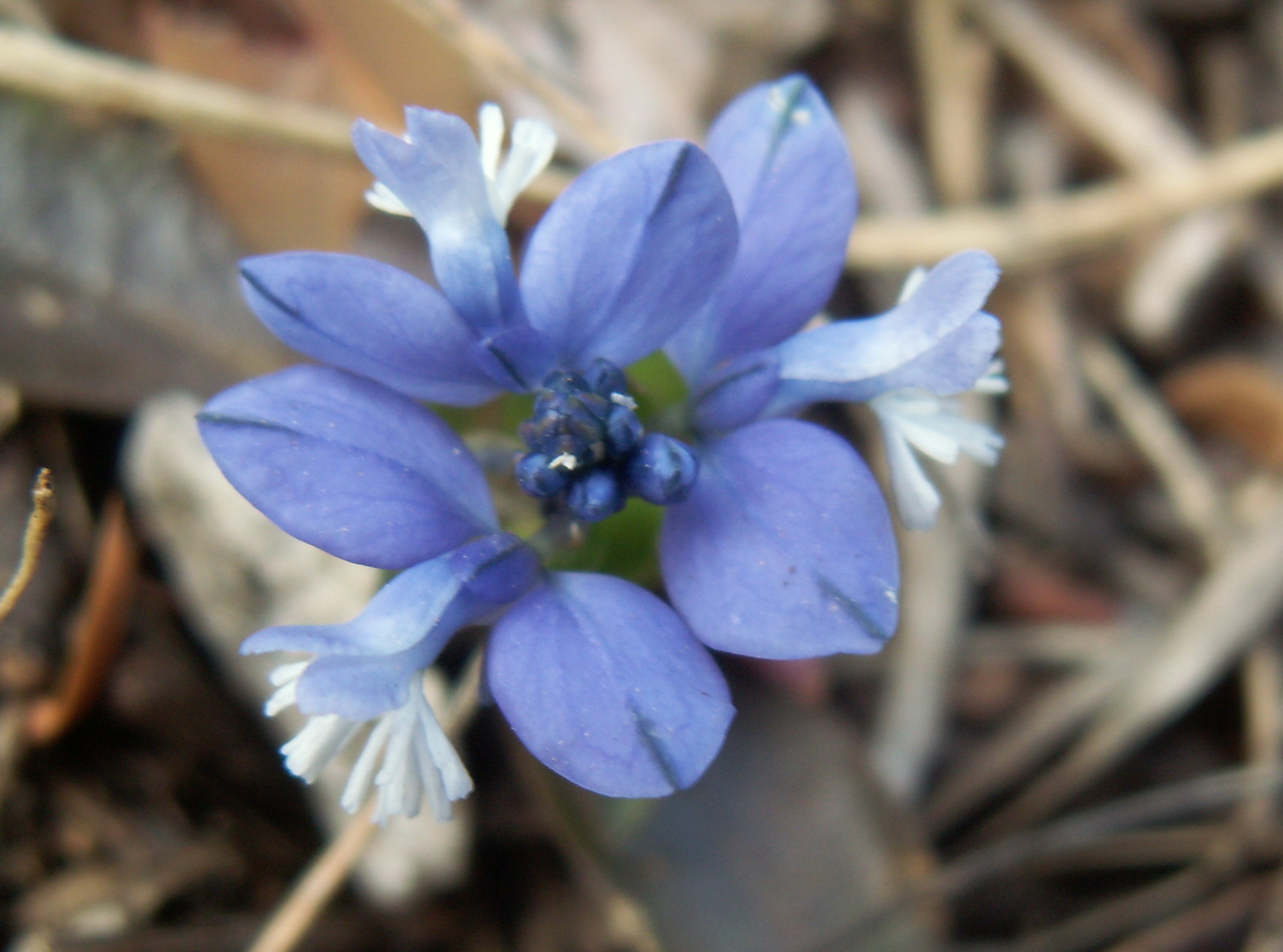
Polygala calcarea
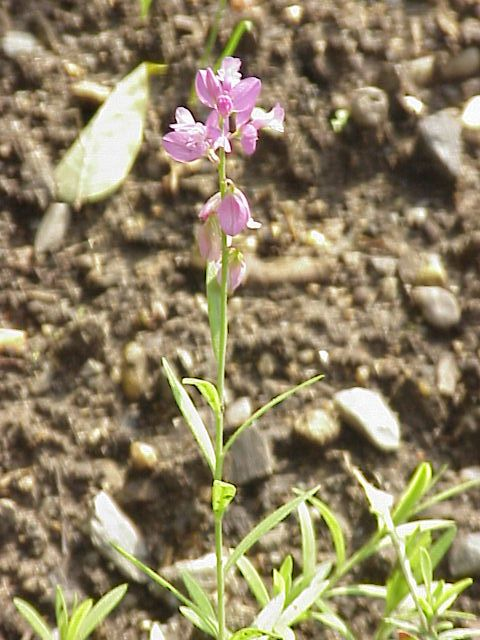
Polygala major
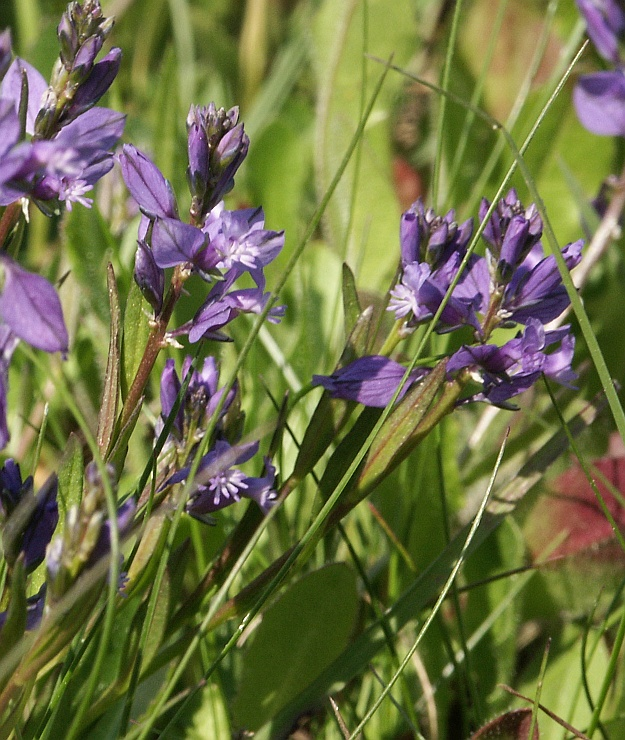
Polygala vulgaris
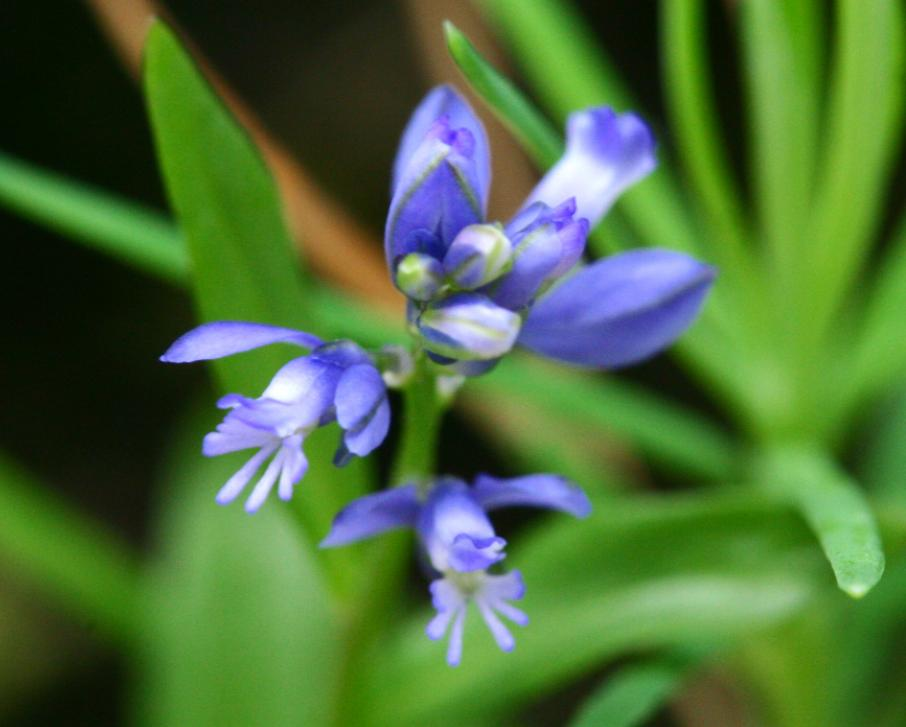
Polygala alpestris